# くらやみ坂
くらやみ坂（くらやみざか）は、神奈川県横浜市西区にある坂。
戸部村と保土ケ谷宿との往来に使われた「保土ヶ谷道」の一部であり、戸部町の稲荷神社の庚申塔から西前町交差点に至っている。

## 歴史

### 鎌倉時代以前
坂を下りた場所にある杉山神社 (横浜市西区)は白鳳3年（652年）に出雲大社の大己貴命の分霊を祀ったと伝えられ、この周辺の地はこの頃から活動していたと言える。

### 鎌倉時代
坂のそばには、「建久4年（1193）5月28日、源頼朝が富士の巻狩をした夜、曽我兄弟が父の仇（かたき）の工藤祐経を討ち取った際、五郎丸が曽我兄弟を祐経の館に導き本望を遂げさせた」と言われる御所五郎丸（ごしょごろうまる）の墓と伝えられる五輪塔がある。

### 横浜開港以降
西区戸部には、横浜開港以来この坂の周辺に神奈川奉行所の処刑場が設けられ、明治22年まで監獄が所在した。
処刑場跡と思われる場所には祠があり、被処刑者の魂を祀ってある。
近くにある、願成寺にはこの地で処刑されたと言われる、清水清次・間宮一、鳶の小亀の墓がある。
最近では島田荘司の小説『暗闇坂の人食いの木』の舞台にもなっている。

## 名前の由来
坂の名前の由来は諸説あり、表記は平仮名になっている。
「鞍止み」
※東京電力の送電線の名称は「鞍止坂」となっている。
- この坂からの入り江の景観が素晴らしくて源頼朝も馬（鞍）を止めて眺めた。
- 急坂であったため、人々は馬を止めながら登った。

「暗闇」
- 木々に覆われ薄暗かった。
- 刑場があり鬱蒼とした暗がりのイメージから、この名が付いた。